# 香榭丽舍大街花园
香榭丽舍大街花园（法語：Jardins des Champs-Élysées）是法国巴黎第八区的公共公园，占地13.7公顷，位于香榭丽舍大街两侧，东至协和广场，西至香榭丽舍大街圆形广场，北至加布里埃尔大道，南至塞纳河。花园内有巴黎大皇宫和小皇宫，还有剧院等其他建筑。

## 历史
香榭丽舍大街花园所在的场地原本是一片沼泽地，于17世纪开始开发 。它于1828年被巴黎市购买。该花园由阿道夫·阿尔法德在1859年根据英国花园的模型设计而成。

## 分布
这些花园宽约300至400米，并被划分为称为“广场”的长方形空间。
大使广场

大使广场
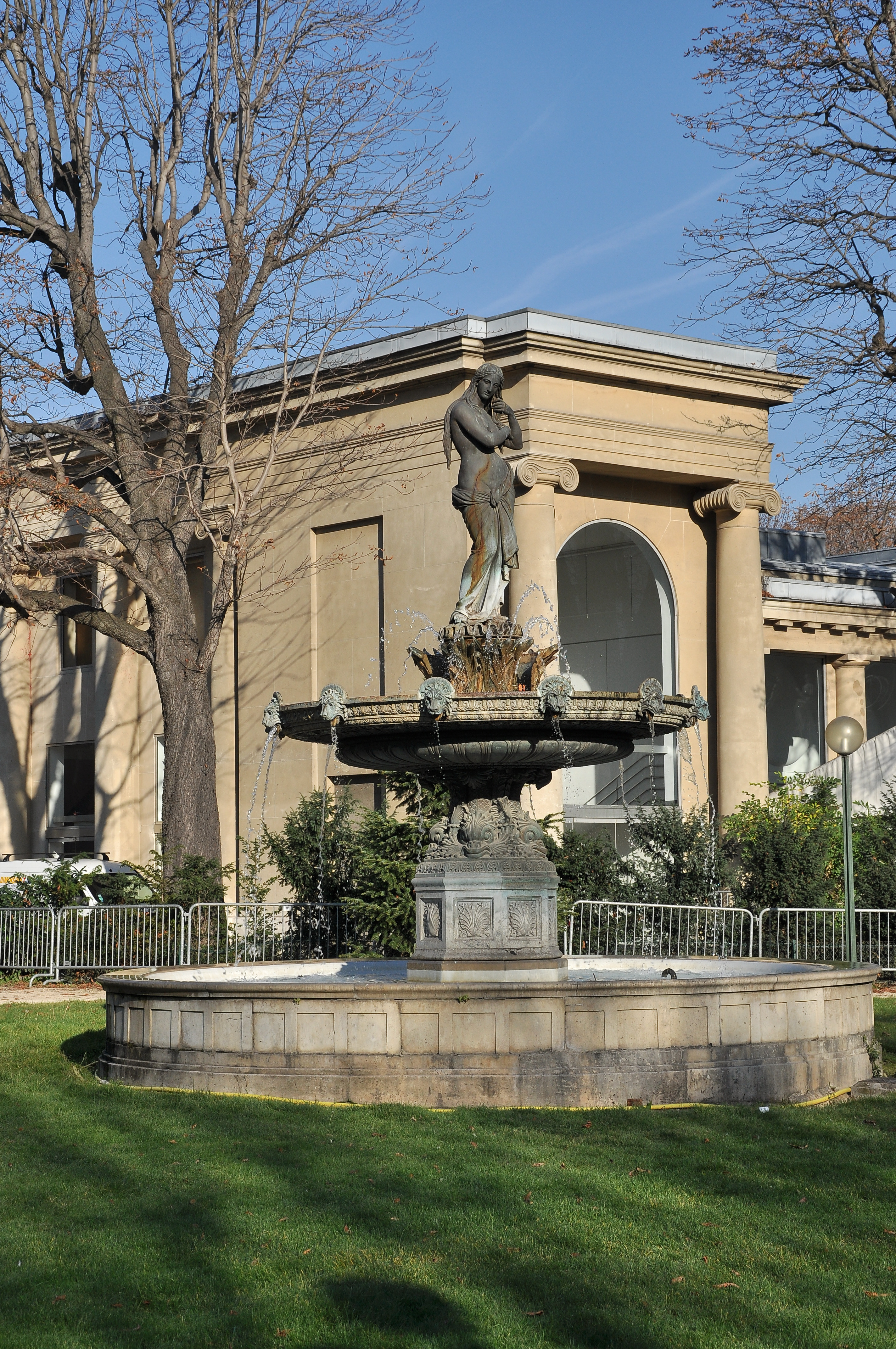
大使喷泉（法语：fontaine des Ambassadeurs）（或称作维纳斯喷泉）。
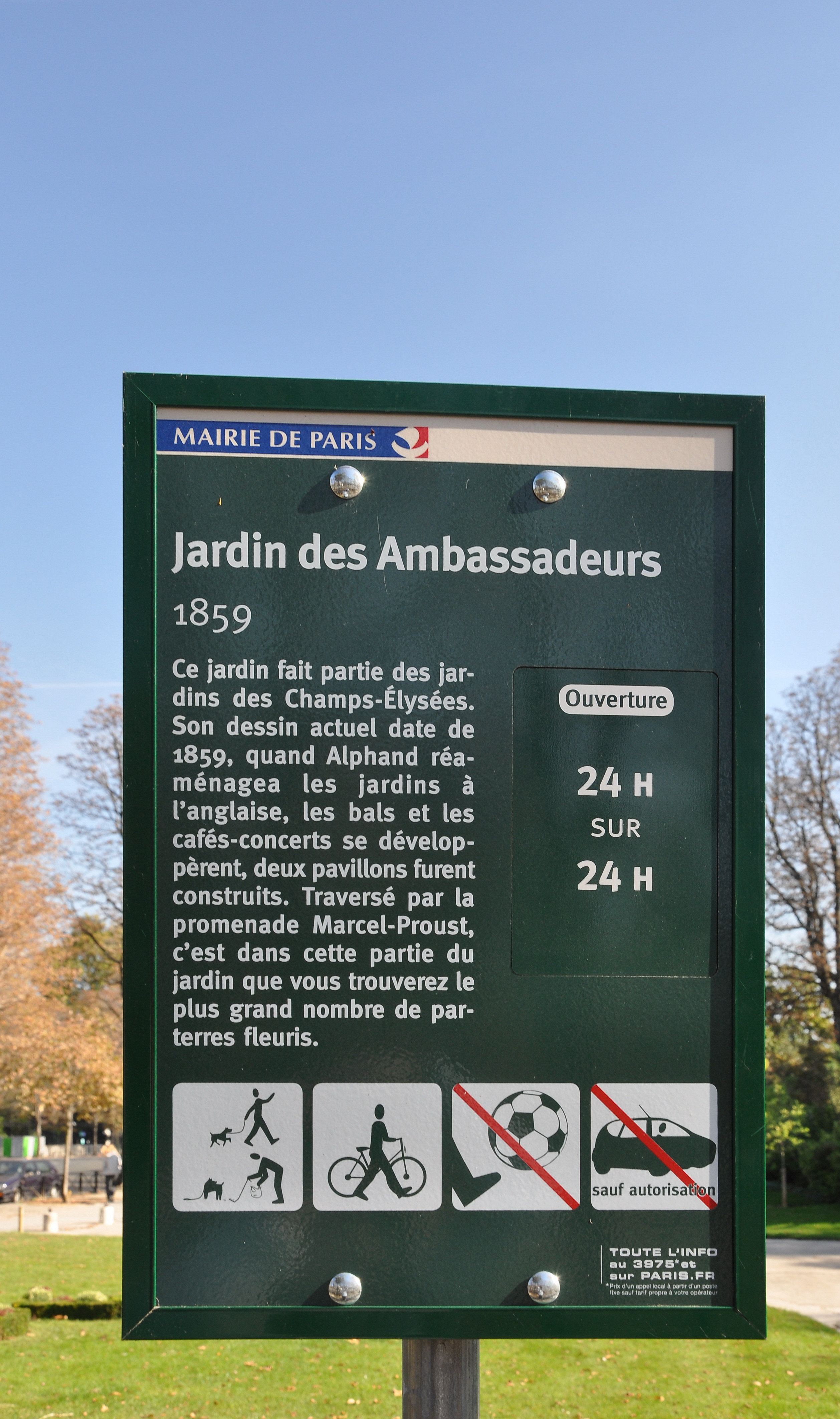
大使广场。
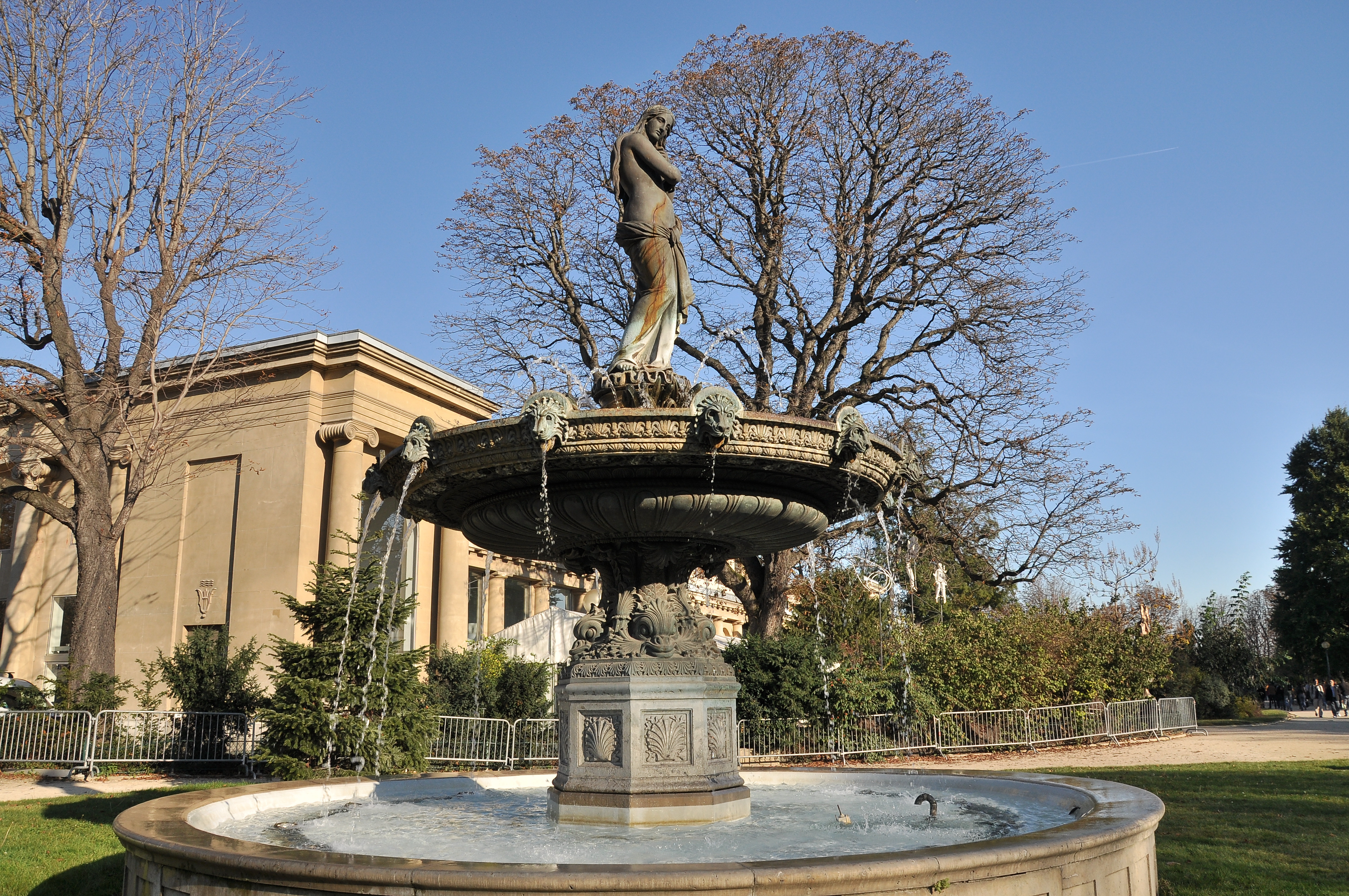
大使喷泉。

爱丽舍广场（Carré de l'Élysée）

爱丽舍广场
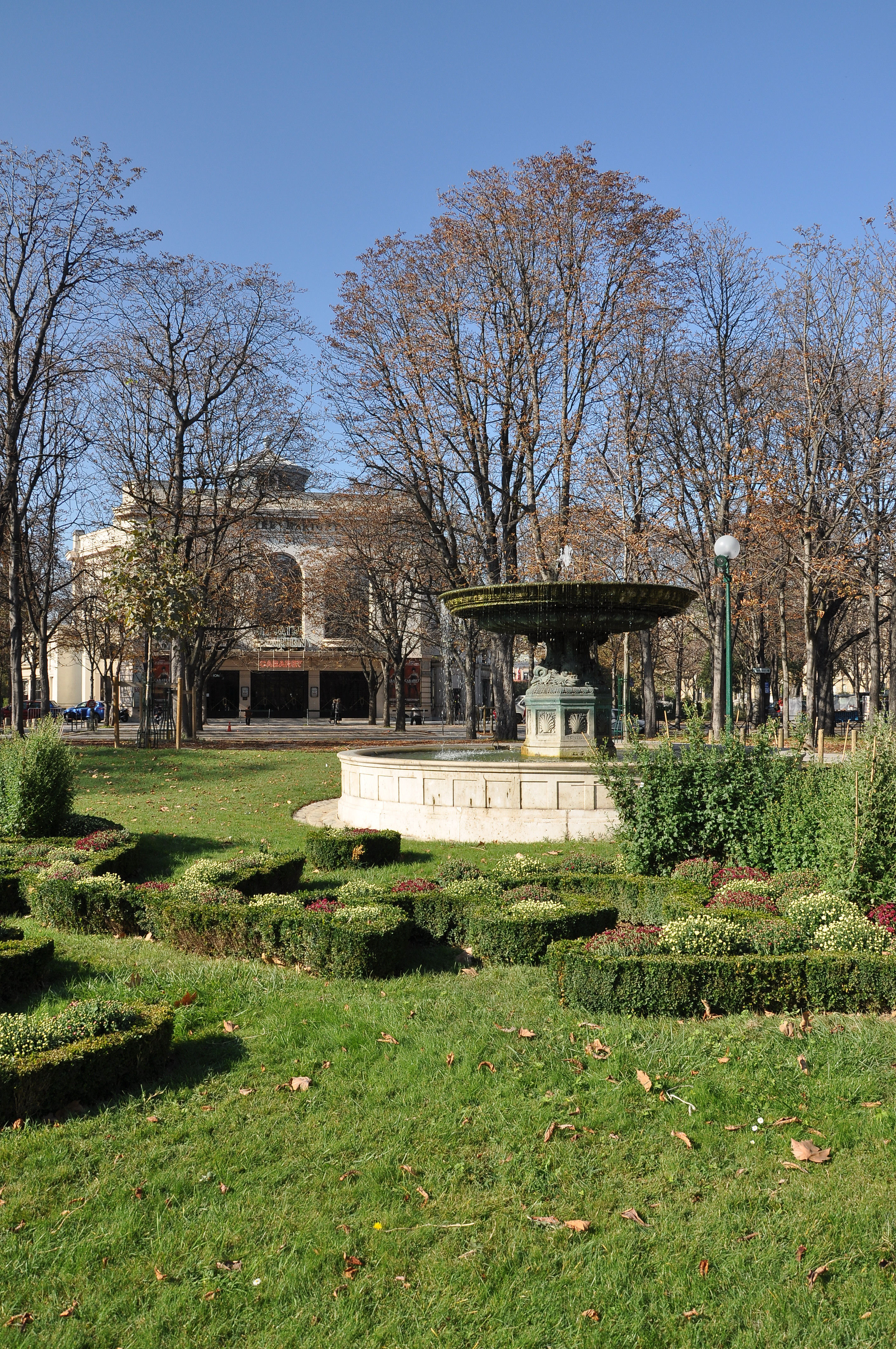
爱丽舍宫前的公鸡格栅喷泉（法语：Fontaine de la Grille du Coq）。
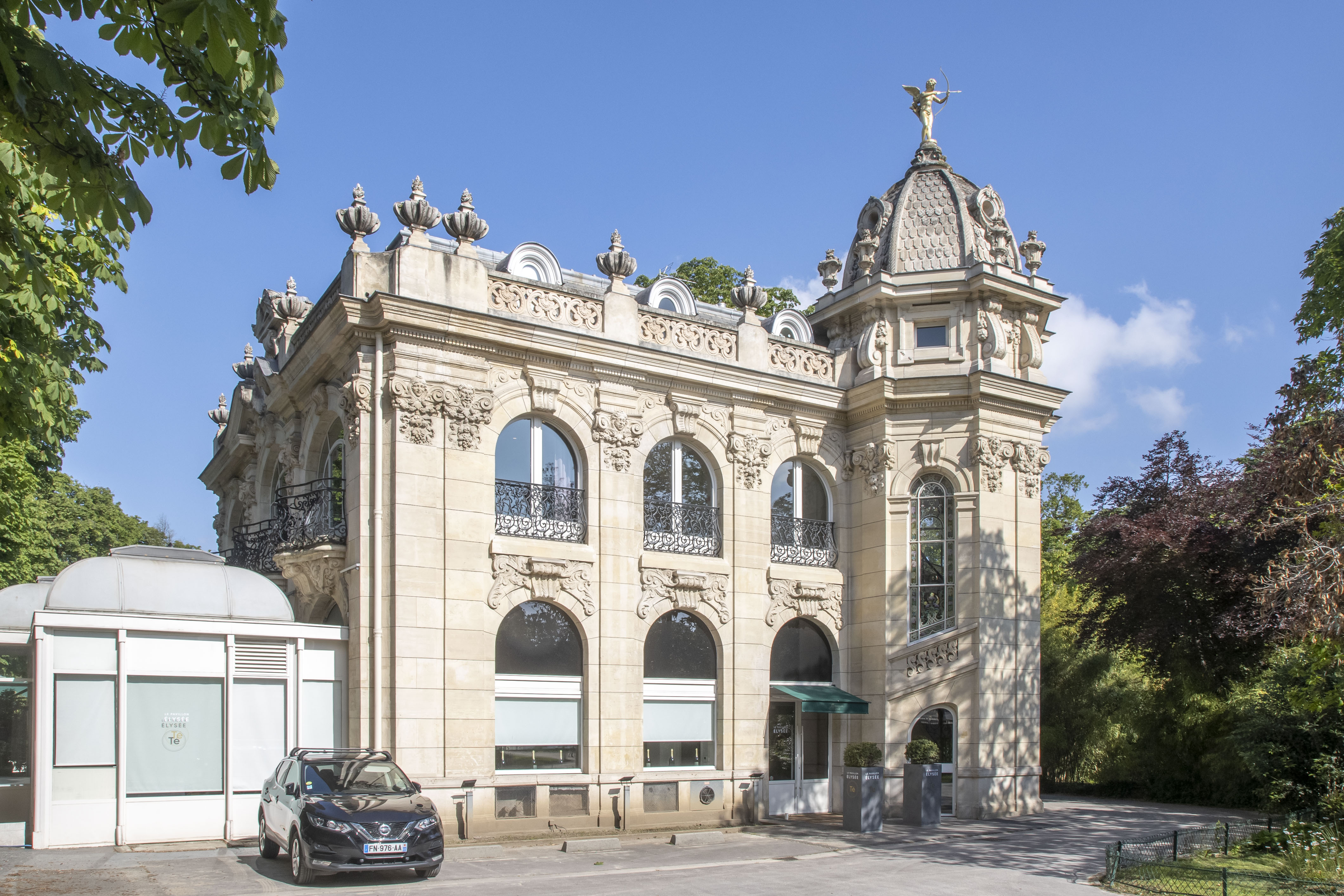
爱丽舍馆（法语：Pavillon Elysée）。
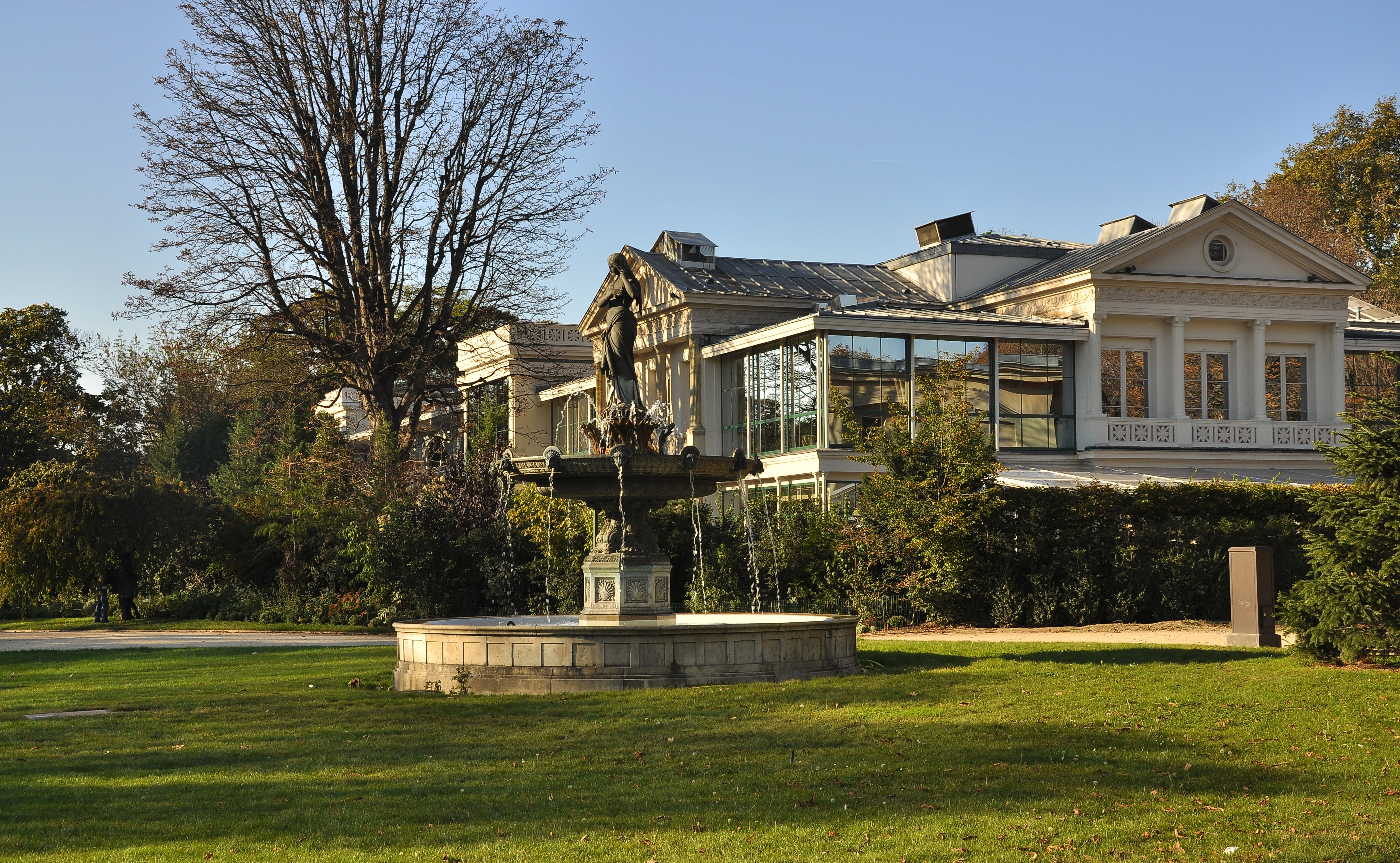
加布里埃尔馆（法语：Alcazar d'été）以及大使喷泉（法语：fontaine des Ambassadeurs）。

## 流行文化

### 电影
- 1963年：《謎中謎》；斯坦利·多南作品